# Andrej Eberhard von Budberg
Andrej Eberhard Jakovlevitj von Budberg, född 10 augusti 1750 i Riga och död 1 september 1812 i Sankt Petersburg, var en rysk friherre, general och diplomat.
Efter att ha deltagit i kriget mot turkarna 1768-1774, inträdde von Budberg i diplomatisk tjänst, var en tid lärare för storfurst Pauls söner Alexander och Konstantin, kom i hög gunst hos Katarina II och hedrades med viktiga diplomatiska uppdrag. 1796-1803 var han ryskt sändebud i Sverige, slutligen med ambassadörs rang. Jämte sin släkting G. W. von Budberg, förde han underhandlingarna med svenska regeringen angående äktenskap mellan Gustav IV Adolf och Alexandra Pavlovna. 1806-1808 var han minister för utrikes ärenden men nödgades på Napoleons begäran ta avsked. Han omfattande brevväxling med Katarina II och Alexander I som förvaras i utrikesdeperatmentets arkiv i Moskva är en viktig historisk källa.